# Campeonato Sul-Americano de Rugby Seven Feminino de 2013
O Campeonato Sul-Americano de Rugby Feminino Seven de 2013 foi a nona edição deste evento. Suas partidas foram realizadas no Estádio da Gávea, localizado na cidade do Rio de Janeiro, nos dias 23 e 24 de fevereiro. O torneio masculino foi disputado em paralelo a este.
O Brasil se sagrou eneacampeão, garantindo sua hegemonia no continente. Com a conquista, as brasileiras asseguraram uma vaga na Copa do Mundo de Rugby Sevens de 2013 na Rússia.

## Regulamento
As oito seleções participantes foram divididas em dois grupos com quatro equipes cada, com jogos dentro destas chaves. 
Avançaram para a disputa da Taça de Bronze as terceira e quarta colocadas de cada grupo, enquanto que as primeira e segunda colocadas de cada chave avançaram para a disputa das Taças de Prata e de Ouro. 

## Agrupamento das seleções participantes
| Grupo A                                             | Grupo B                                                     |
| --------------------------------------------------- | ----------------------------------------------------------- |
| - Brasil (1) - Argentina (4) - Chile (5) - Peru (8) | - Colômbia (2) - Uruguai (3) - Venezuela (6) - Paraguai (7) |

- Entre parênteses, as posições de cada equipe no torneio de 2012.

## Partidas

### Primeira Fase

#### Grupo A
| 23 de Fevereiro de 2013 |        |      |  |
| Brasil                  | 55 - 0 | Peru |  |
|                         |        |      |  |

| 23 de Fevereiro de 2013 |         |       |  |
| Argentina               | 19 - 12 | Chile |  |
|                         |         |       |  |

| 23 de Fevereiro de 2013 |         |           |  |
| Brasil                  | 24 - 12 | Argentina |  |
|                         |         |           |  |

| 23 de Fevereiro de 2013 |         |      |  |
| Chile                   | 38 - 10 | Peru |  |
|                         |         |      |  |

| 23 de Fevereiro de 2013 |        |       |  |
| Brasil                  | 24 - 0 | Chile |  |
|                         |        |       |  |

| 23 de Fevereiro de 2013 |        |      |  |
| Argentina               | 52 - 0 | Peru |  |
|                         |        |      |  |

##### Classificação Final - Primeira Fase - Grupo A
| Seleção   | Vitórias | Empates | Derrotas | Pontos a favor | Pontos contra | Pontos +/- | Pontos |
| --------- | -------- | ------- | -------- | -------------- | ------------- | ---------- | ------ |
| Brasil    | 3        | 0       | 0        | 103            | 12            | +91        | 9      |
| Argentina | 2        | 0       | 1        | 83             | 36            | +47        | 6      |
| Chile     | 1        | 0       | 2        | 50             | 53            | -3         | 3      |
| Peru      | 0        | 0       | 3        | 10             | 145           | -135       | 0      |

- Critérios de Pontuação: vitória = 3, empate = 1, derrota = 0
- Brasil e Argentina avançaram às disputas das Taças de Prata e de Ouro.

#### Grupo B
| 23 de Fevereiro de 2013 |        |          |  |
| Colômbia                | 22 - 0 | Paraguai |  |
|                         |        |          |  |

| 23 de Fevereiro de 2013 |        |           |  |
| Uruguai                 | 19 - 5 | Venezuela |  |
|                         |        |           |  |

| 23 de Fevereiro de 2013 |         |           |  |
| Colômbia                | 10 - 10 | Venezuela |  |
|                         |         |           |  |

| 23 de Fevereiro de 2013 |        |          |  |
| Uruguai                 | 30 - 0 | Paraguai |  |
|                         |        |          |  |

| 23 de Fevereiro de 2013 |        |         |  |
| Colômbia                | 0 - 15 | Uruguai |  |
|                         |        |         |  |

| 23 de Fevereiro de 2013 |        |          |  |
| Venezuela               | 29 - 0 | Paraguai |  |
|                         |        |          |  |

##### Classificação Final - Primeira Fase - Grupo B
| Seleção   | Vitórias | Empates | Derrotas | Pontos a favor | Pontos contra | Pontos +/- | Pontos |
| --------- | -------- | ------- | -------- | -------------- | ------------- | ---------- | ------ |
| Uruguai   | 3        | 0       | 0        | 64             | 5             | +59        | 9      |
| Venezuela | 1        | 1       | 1        | 44             | 29            | +15        | 4      |
| Colômbia  | 1        | 1       | 1        | 32             | 25            | +7         | 4      |
| Paraguai  | 0        | 0       | 3        | 0              | 81            | -81        | 0      |

- Critérios de Pontuação: vitória = 3, empate = 1, derrota = 0
- 0Uruguai e Venezuela avançaram às disputas das Taças de Prata e de Ouro.

### Fase Final

#### Semi-final - Taça de Bronze
| 24 de Fevereiro de 2013 |        |          |  |
| Chile                   | 31 - 0 | Paraguai |  |
|                         |        |          |  |

| 24 de Fevereiro de 2013 |        |      |  |
| Colômbia                | 19 - 0 | Peru |  |
|                         |        |      |  |

#### Semi-final - Taça de Ouro
| 24 de Fevereiro de 2013 |        |           |  |
| Brasil                  | 34 - 0 | Venezuela |  |
|                         |        |           |  |

| 24 de Fevereiro de 2013 |        |           |  |
| Uruguai                 | 7 - 17 | Argentina |  |
|                         |        |           |  |

#### Disputa - 7º lugar
| 24 de Fevereiro de 2013 |         |      |  |
| Paraguai                | 12 - 15 | Peru |  |
|                         |         |      |  |

#### Final - Taça de Bronze
| 24 de Fevereiro de 2013 |       |          |  |
| Chile                   | 5 -19 | Colômbia |  |
|                         |       |          |  |

#### Final - Taça de Prata
| 24 de Fevereiro de 2013 |        |           |  |
| Uruguai                 | 17 - 5 | Venezuela |  |
|                         |        |           |  |

#### Final - Taça de Ouro
| 24 de Fevereiro de 2013 |         |           |  |
| Brasil                  | 27 - 14 | Argentina |  |
|                         |         |           |  |

## Pódio
| Campeonato Sul-Americano de Rugby Seven Feminino de 2013 |
| -------------------------------------------------------- |
| Brasil Campeã (9º título)                                |

| Argentina Vice-Campeã |

| Uruguai Terceiro lugar |